# Punta Marguerite
La Punta Marguerite és una muntanya de 4.065 metres que es troba entre les regions de l'Alta Savoia a França i la Vall d'Aosta a Itàlia. Forma part de les Grandes Jorasses conjuntament amb les puntes Walker (4.208 m.), Whymper (4.184 m.), Croz (4.110 m.), Hélèna (4.045 m.) i Young (3.996 m.)